# Danny Kallis
Danny Kallis é um roterista e produtor dos Estados Unidos.
Ele escreveu diversos programas, como The Suite Life of Zack & Cody, The Suite Life on Deck, The JammX Kids, The Sausage Factory, Smart Guy, Who's the Boss?, The Upper Hand, The Charmings, Silver Spoons,  e Mama's Family.